# Willow Shields
Willow Shields (Albuquerque, 1 juni 2000) is een Amerikaans actrice in zowel films als op televisie. Ze is doorgebroken bij het grote publiek door haar rol als Primrose Everdeen in The Hunger Games. Haar eerste rol was in 2008 in de korte film Las Vegas New Mexico 1875. Shields heeft een oudere broer, River, en een tweelingzus, Autumn.

## Carrière
Shields sprak in haar eerste film, Las Vegas New Mexico 1875, de stem in van een meisje dat naar een gevecht zat te kijken. Een jaar later speelde ze de rol van Lisa Royal in een aflevering van het USA Network-drama In Plain Sight. In 2012 werd ze gekozen voor een rol in The Hunger Games als Primrose Everdeen, het zusje van Katniss Everdeen (Jennifer Lawrence).
In The Hunger Games: Catching Fire, het tweede deel van The Hunger Games en The Hunger Games: Mockingjay vertolkte ze ook de rol van Primrose Everdeen.